# Велень (Констанца)
Велень, Велені (рум. Văleni) — село у повіті Констанца в Румунії. Входить до складу комуни Добромір.
Село розташоване на відстані 149 км на схід від Бухареста, 63 км на захід від Констанци.

## Населення
За даними перепису населення 2002 року у селі проживали 578 осіб.
Національний склад населення села:
| Національність | Кількість осіб | Відсоток |
| -------------- | -------------- | -------- |
| турки          | 510            | 88,2%    |
| румуни         | 67             | 11,6%    |

Рідною мовою назвали:
| Мова      | Кількість осіб | Відсоток |
| --------- | -------------- | -------- |
| турецька  | 510            | 88,2%    |
| румунська | 68             | 11,8%    |